# Parancistrocerus cucullatus
Parancistrocerus cucullatus är en stekelart som först beskrevs av Edoardo Zavattari 1912.
Parancistrocerus cucullatus ingår i släktet Parancistrocerus och familjen Eumenidae. Inga underarter finns listade i Catalogue of Life.